# Listrura camposi
Listrura camposi es una especie de peces de la familia Trichomycteridae en el orden de los Siluriformes.

## Morfología
- Los machos pueden llegar alcanzar los 3,9 cm de longitud total.
- Número de  vértebras: 54-56.[2][3]

## Hábitat
Es un pez de agua dulce y de clima tropical.

## Distribución geográfica
Se encuentra en el Brasil: ríos Poço Grande (afluente del río Juquiá,  São Paulo) y Ribeirão da Ilha (Florianópolis, Santa Catarina).